# Picea spinulosa
Picea spinulosa är en tallväxtart som först beskrevs av William Griffiths, och fick sitt nu gällande namn av Ludwig Beissner. Picea spinulosa ingår i släktet granar, och familjen tallväxter. Inga underarter finns listade i Catalogue of Life.
Arten förekommer i Indien i delstaten Sikkim samt i Bhutan. Den växer i i bergstrakter mellan 2700 och 3600 meter över havet. Trädet ingår i skogar tillsammans med himalajatall, Abies densa och Tsuga dumosa. Picea spinulosa kan vara utformad som buske och den hittas i denna form bredvid arter av släktena Rhododendron och Sorbus.
För beståndet är inga hot kända. Hela populationen anses vara stabil. IUCN kategoriserar arten globalt som livskraftig.